# 深山鳞毛蕨
深山鳞毛蕨（学名：Dryopteris fructuosa）为鳞毛蕨科鳞毛蕨属下的一个种。